# 李欽文
李欣文，字世勳，清治時期臺灣府鳳山縣人（一作府城東安坊人），康熙六十年（1721年）歲貢，後任南靖訓導。在成為歲貢之前曾參與過周元文《臺灣府志》（《重修臺灣府志》）的分訂工作，也參與過《諸羅縣志》、《鳳山縣志》、《臺灣縣志》的編纂工作。